# 10453 Banzan
10453 Banzan este un asteroid din centura principală de asteroizi.

## Descriere
10453 Banzan este un asteroid din centura principală de asteroizi. A fost descoperit pe 18 februarie 1977 la Kiso de Hiroki Kosai și Kiichiro Hurukawa. Asteroidul prezintă o orbită caracterizată de o semiaxă mare de 3,05 ua, o excentricitate de 0,18 și o înclinație de 1,9° în raport cu ecliptica.